# Derby della Mole

Als Derby della Mole wird in der italienischen Landessprache das Turiner Stadtderby zwischen den Herrenprofimannschaften von Juventus Turin (Juventus FC) und dem FC Turin (Torino FC) bezeichnet.
Der Name des Derbys leitet sich vom Turiner Wahrzeichen, der Mole Antonelliana, ab.
Im deutschsprachigen Raum ist die Bezeichnung Turiner Derby verbreitet.

## Geschichte

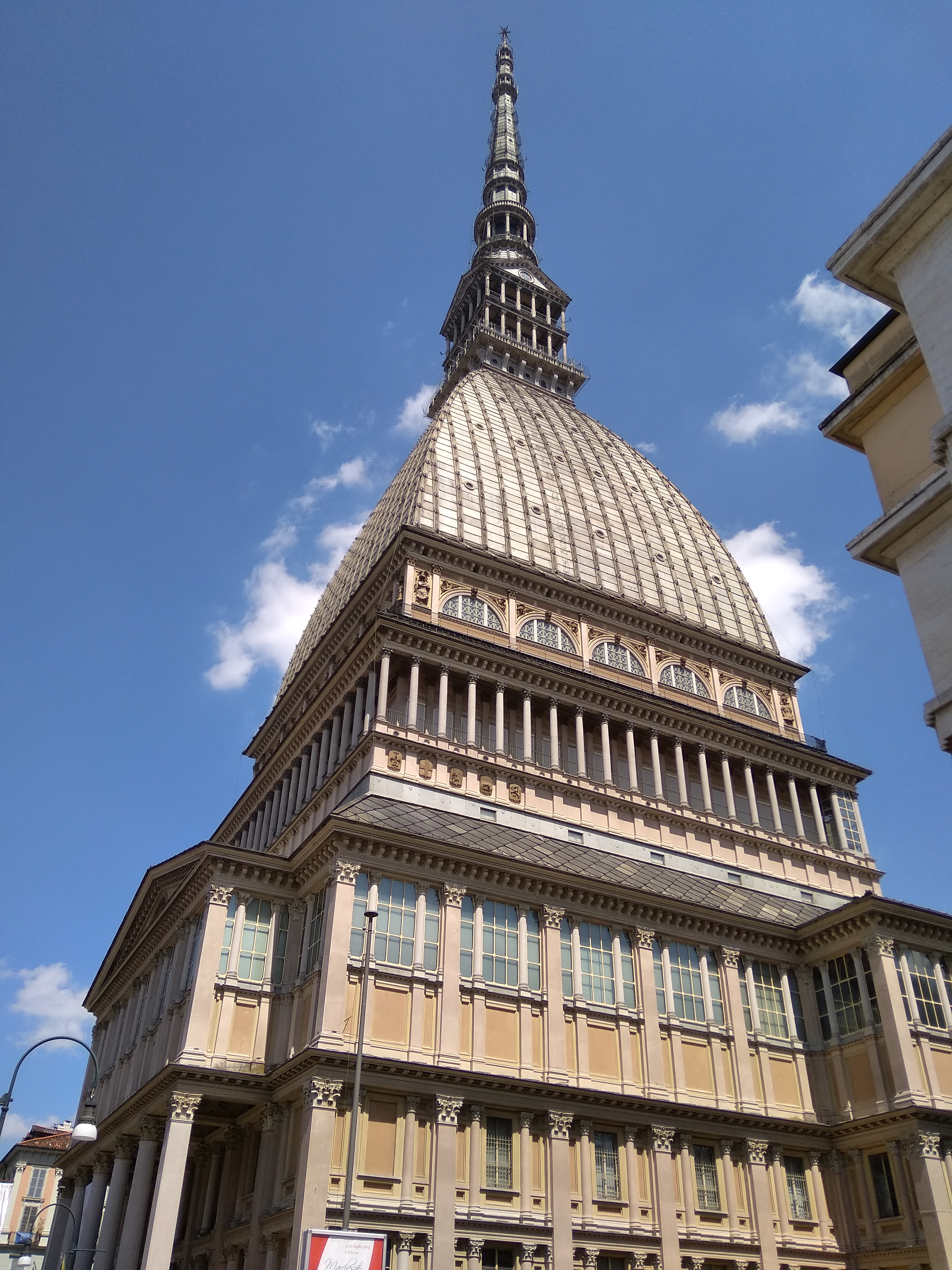
Die Mole Antonelliana, das Wahrzeichen Turins, ist Namensgeber des Derbys.

Spielszene aus dem ersten Derby della Mole im Jahr 1907 im Velodromo Umberto I.

Die Rivalität der beiden Turiner Vereine, Juventus Turin und FC Turin, besitzt viele Gründe, nicht nur die regionale Nähe zueinander. Grundlegend jedoch sind die Basen der beiden Vereine: Der FC verkörpert eher die Region, während Juventus Fans über ganz Italien verbreitet hat und insgesamt der beliebteste Verein des Landes ist. Auch die Fangemeinschaften, beim FC eher als Arbeiterklasse – der seit langem in Turin verankerten Gesellschaft – anzusehen, bei Juventus oft aus dem Süden zugewanderte Arbeiter für die Automobilindustrie, spiegelt einen gewissen Gegensatz wider. Besonders mit der Übernahme durch die Agnelli-Familie im Jahre 1923 wurde die Abgrenzung größer: Juventus entfernte sich durch die Agnellis, die die Automarke Fiat kontrollieren und die mit Edoardo, Giovanni, Umberto sowie dem aktuellen, Andrea Agnelli, gleich vier Präsidenten des Vereins stellen, immer weiter von der Arbeiterschicht hin zu einem Verein der Oberschicht. Dies spiegelt sich auch in der Orientierung der verschiedenen Fan- und Ultragruppen wider, die beim FC eher linksorientiert sind und bei Juventus meist rechte Tendenzen aufweisen.
Mitbestimmend für die gestiegene Rivalität ist zudem mit großer Sicherheit der Kampf um die Meisterschaft Ende der 1940er-Jahre, als Juve, gegenüber dem FC Turin, der unter anderem vier Titel in Folge gewann, zumeist das Nachsehen hatte. Diese Dominanz der Grande Torino, so der Titel der erfolgreichen Mannschaft der 1940er-Jahre, endete mit dem Flugunfall von Superga, als bis auf zwei Spieler die komplette Mannschaft und viele Funktionäre des Vereins ums Leben kamen. Von diesem Ereignis konnte sich der FC nie komplett erholen, sodass man in den 1950er- und 1960er-Jahren lediglich im Mittelfeld der Serie A spielte und sogar für ein Jahr in die Serie B absteigen musste, während Juventus regelmäßig um den Titel mitspielte und von 1949 bis 1961 fünf Meisterschaften sowie zwei Pokalsiege einfuhr. In den darauffolgenden Jahren konnte der FC zwar zwei Pokalsiege erlangen, gewann 1975/76 zwar seine bis heute letzte Meisterschaft und wurde in den beiden nachfolgenden Jahren Vizemeister, erreichte aber nie mehr die Klasse des Stadtrivalen, der besonders in den 1980er- und 1990er-Jahren, auch international, sehr erfolgreich war.
Erst in der Spielzeit 2006/07 konnte sich der FC wieder besser platzieren als Juve, da diese, aufgrund des Manipulationsskandals von 2006 in der Serie B die Spielzeit verbrachten. Nach dem Wiederaufstieg stellte sich die alte Ordnung jedoch schnell wieder her und Juventus konnte in den Saisons 2011/12 bis 2015/16 gleich fünf Titel in Folge gewinnen. Der FC hingegen konnte sich nach einigen Ab- und Aufstiegen um die Jahrtausendwende sowie drei Spielzeiten in der Serie B bis 2012 wieder in der höchsten Spielklasse etablieren.

## Bilanz
| Wettbewerb              | Spiele | Siege Juventus Turin | Unentschieden | Siege FC Turin | Tordifferenz |
| ----------------------- | ------ | -------------------- | ------------- | -------------- | ------------ |
| Meisterschaft (Serie A) | 188    | 84                   | 53            | 51             | 282:219      |
| Campionato Alta Italia  | 4      | 1                    | 2             | 1              | 6:9          |
| Italienischer Pokal     | 18     | 9                    | 5             | 4              | 26:17        |
| Gesamt (Pflichtspiele)  | 210    | 94                   | 60            | 56             | 314:245      |
| Stand: 11. Januar 2025  |        |                      |               |                |              |